# Atsuko Uda
Atsuko Uda (宇田敦子, Uda Atsuko), née en 1973 dans la préfecture de Kanagawa au Japon est une artiste japonaise.

## Biographie
Diplômée en 1996 de la Tama Art University en design intérieur, elle poursuit ses études à l’académie IAMAS (International Academy of Media Arts and Sciences, Ogaki, préfecture de Gifu), dont elle est diplômée en multimédia en 1999.
Elle travaille ensuite pour la Japan Science and Technology Agency (en) en tant qu’assistante de recherche. 
D’avril 1999 à octobre 2000, elle collabore au laboratoire de physique de la Kanawaga University.
De 2002 à 2004, elle prolonge ses recherches et prépare un master dans le cadre de l’institut supérieur IAMAS (Institute of Advanced Media Arts and Sciences).
Ses travaux artistiques indépendants se diffusent progressivement et lui valent plusieurs prix importants (Image Forum Festival Grand Prize, 1999; NHK BS Digi Star Web Division Top Prize for Excellence, 2000; Canon Digital Creators'Web Division Grand Prix, 2001). Ils la conduisent en 2001 à un projet pour Telenor, entreprise téléphonique norvégienne, et, en 2002 et 2003 à une participation à la campagne Web des cosmétiques Shiseido.
Elle travaille sur des courts métrages vidéos expérimentaux (WEB drama), et elle se met en scène dans des environnements et situations du quotidien. Ses films sont destinés essentiellement à Internet et non à la projection au cinéma. Ce sont des vidéos qui ne se regardent plus dans un cadre privé comme un livre. Elle crée une intimité entre le regard du spectateur et la projection de la vidéo sur un ordinateur personnel.
En 2023, elle défend sa thèse de doctorat en études cinématographiques à l'Université des arts de Tokyo.

## Récompenses
- 1999 : Image Forum Festival Grand Prize
- 2000 : NHK BS Digi Star Web Division Top Prize for Excellence
- 2001 : Canon Digital Creators Web Division Grand Prix[3]

## Productions cinématographiques
- 1999 : Fukuda-san (court-métrage)
- 2006 : TOKYO (court-métrage), dans le cadre du projet Tokyo Loop[4]
- 2011-2012 : Between Yesterday & Tomorrow[5]

## Ouvrages
- へんしんするゆび (2016)[6]